# Анда (приток Онеги)
А́нда — река в Онежском районе Архангельской области России. Правый приток реки Онега.
Истоком реки является озеро Андозеро. В верхнем течении река течёт с севера на юг, в среднем течении сначала поворачивает на юго-восток, а затем — на юго-запад. Впадает в Онегу южнее посёлка Анда (Анда-Кирпичная). Длина реки — 18 км, площадь бассейна — более 16 км². Крупнейший приток — Кярега (Тумая). В нижнем течении реку пересекает мост железнодорожной ветки «Онега — пост 243 км» Северной железной дороги, а близ устья — мост автодороги «Онега — Порог».